# Patriarchat von Venedig
Das Patriarchat von Venedig (lateinisch Patriarchatus Venetiarum, italienisch Patriarcato di Venezia) ist ein römisch-katholisches Metropolitanbistum und Titularpatriarchat der römischen Kirche; der Patriarch besitzt keine besondere Jurisdiktion.
Die Suffraganbistümer des Patriarchats sind Adria-Rovigo, Belluno-Feltre, Chioggia, Concordia-Pordenone, Padua, Treviso, Verona, Vicenza und Vittorio Veneto. Der derzeitige Patriarch von Venedig ist Francesco Moraglia (seit 2012).

## Geschichte
Die Bischöfe von Olivolo (774–1092) bzw. von Castello (ab 1092) im Nordosten von Venedig tragen seit 1451 den Titel eines Patriarchen, nachdem das Patriarchat von Grado mit ihrem Bistum vereinigt worden war. Die Kathedrale des Patriarchen von Venedig war bis 1807 die Kirche San Pietro di Castello im Sestiere Castello. Erst danach wurde der Markusdom zur Kathedralkirche des Patriarchats.
Die Patriarchen von Venedig wurden traditionell zum Kardinal erhoben. Der von 2013 bis 2025 amtierende Papst Franziskus strebte allerdings eine Internationalisierung des Kardinalskollegiums an. Unter ihm wurden daher etliche Erzbischöfe traditionsreicher italienischer Bistümer nicht mehr in den Kardinalsrang erhoben. Das gilt auch für den derzeit amtierenden Patriarchen Venedigs. 
Im 20. Jahrhundert wurden drei venezianische Patriarchen Papst (Pius X. 1903, Johannes XXIII. 1958 und Johannes Paul I. 1978).
2013 wurde der Sitz der Kirchenleitung in der Calle degli Albanesi hinter dem Dogenpalast in den Palazzo Patriarcale verlegt.

## Siehe auch

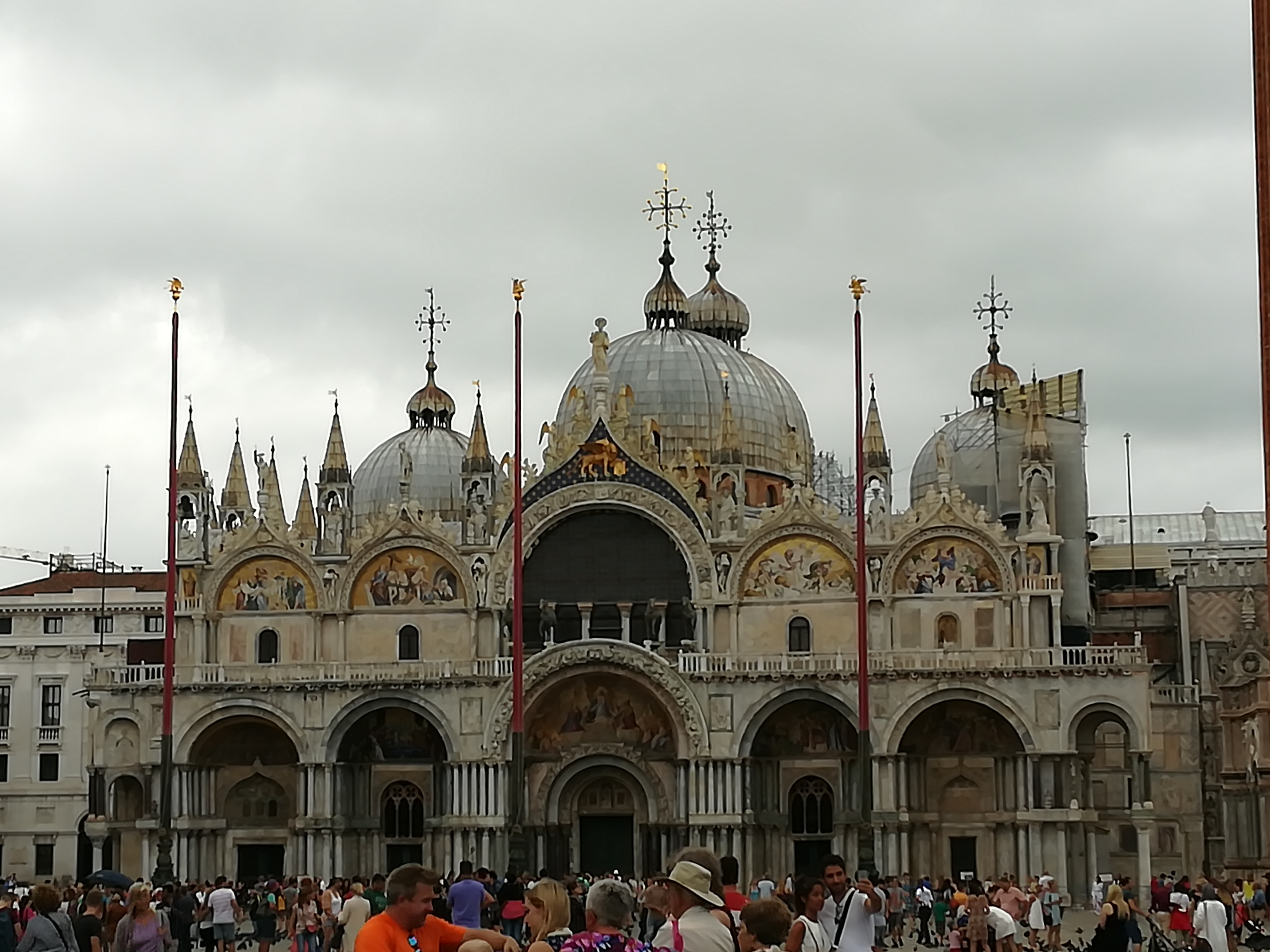
Markusdom, die Kathedrale des Patriarchen
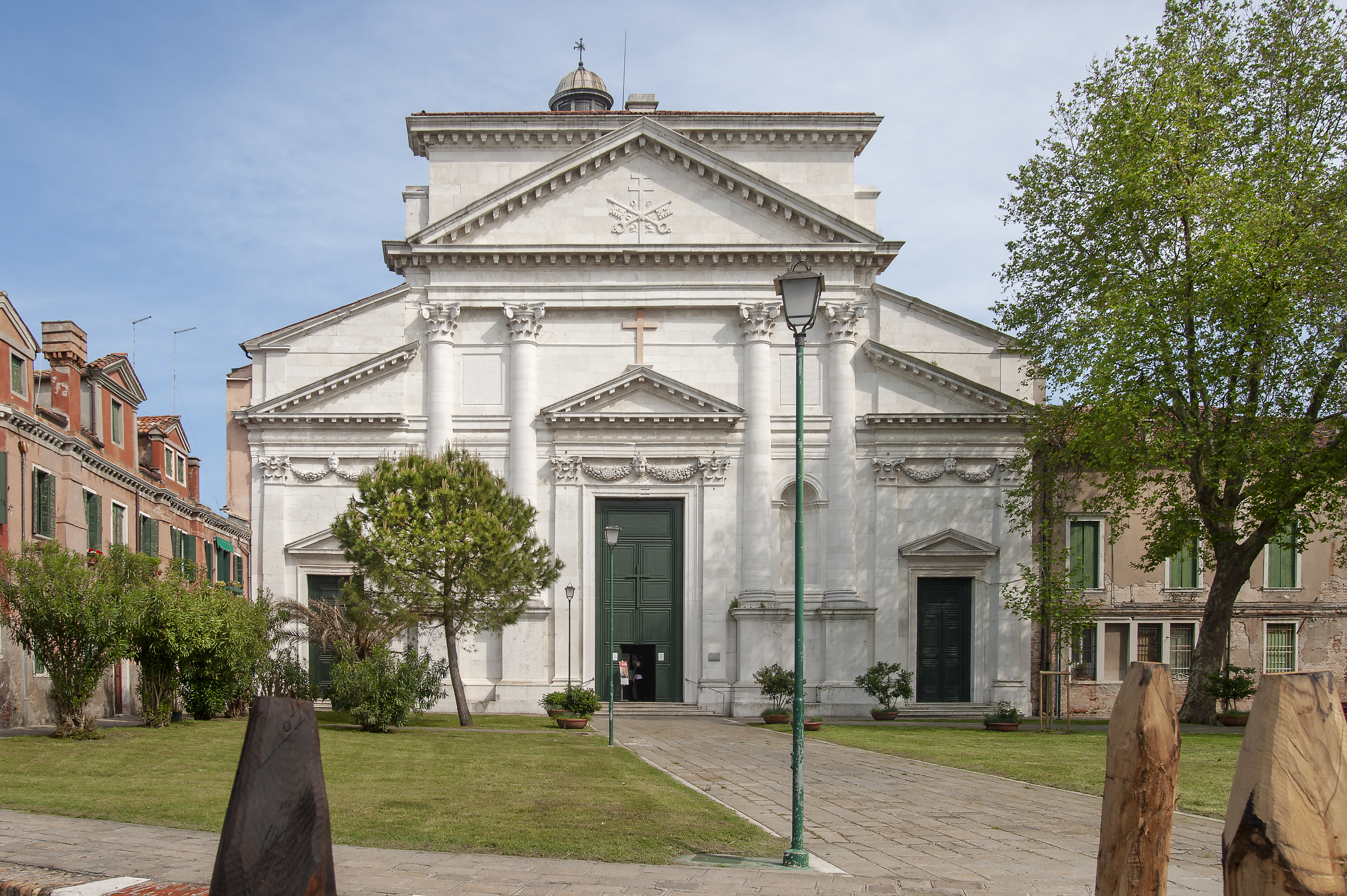
Konkathedrale San Pietro di Castello
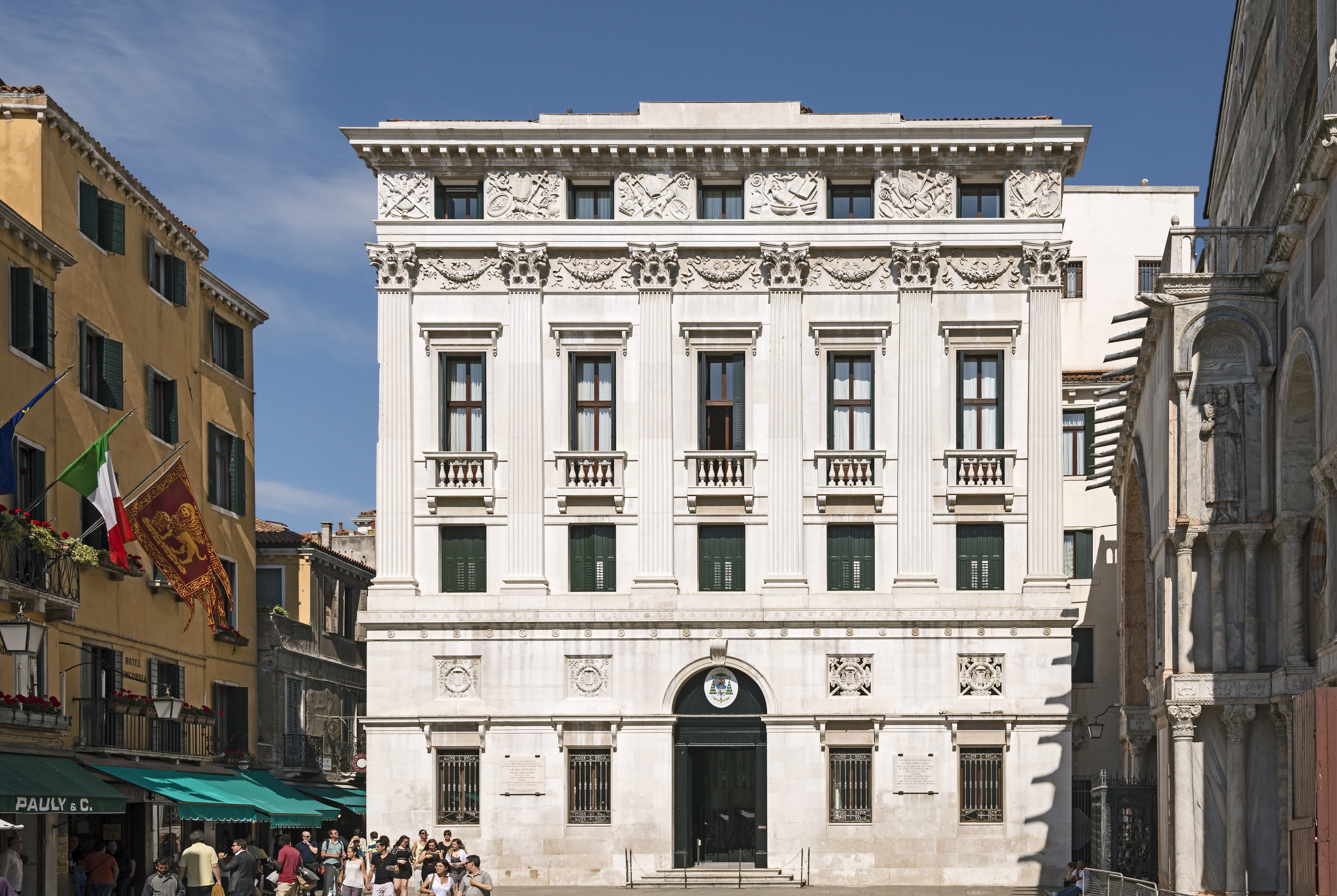
Palast des Patriarchen von Venedig